# Endmoränenkegel Ebersberg mit Mahlweiher
Das Gebiet Endmoränenkegel Ebersberg mit Mahlweiher ist ein mit Verordnung vom 10. September 1954 des Landkreises Tettnang als untere Naturschutzbehörde ausgewiesenes Landschaftsschutzgebiet (LSG-Nummer 4.35.018) im Bereich der baden-württembergischen Gemeinde Neukirch im Bodenseekreis in Deutschland.

## Lage
Das fünf Hektar große Landschaftsschutzgebiet Endmoränenkegel Ebersberg mit Mahlweiher gehört naturräumlich zum Westallgäuer Hügelland. Es erstreckt sich etwa drei Kilometer nordöstlich der Neukircher Ortsmitte, zwischen dem Neukircher Ortsteil Hinteressach und den Weilern Raihen (zu Bodnegg) und Unterhof (zu Amtzell), auf einer Höhe von rund 540 bis 583 m ü. NN.
Von Süden und Osten wird das Gebiet vom Naturschutzgebiet „Ebersberger Weiher“ umschlossen.
Auf dem Gipfel befindet sich die Burgruine Ebersberg.

## Geologie
In der Würm-Eiszeit, vor etwa 20.000 Jahren, prägte der Rhein-Vorlandgletscher das Gebiet nördlich des Bodensees. Die Drumlins stellen hier heute die typische Geländeform der Endmoränenlandschaft dar.

## Schutzzweck
Wesentlicher Schutzzweck ist die Erhaltung des schlanken, von einer Stillstandslage des Gletschers stammenden Rundkegels, der für seine landschaftliche Schönheit und Eigenart bekannt ist.